# Ameriški hokejski hram slavnih
Ameriški hokejski hram slavnih ali United States Hockey Hall of Fame je muzej, ki se nahaja v Evelethu, Minnesota. V njem se nahaja zbirka eksponatov in spominskih predmetov o zgodovini hokeja na ledu v Združenih državah Amerike. Vsako leto USA Hockey izbere posameznike, ki so prepoznani kot pomembni za šport v ZDA in so ustoličeni v hramu. 
Maja 2006 je bilo oznanjeno, da bodo hram zaradi nizkega obiska zaprli in ponovno odprli na novi lokaciji. Po premisleku o možnosti selitve hrama v Twin Cities, je bilo leta 2007 naznanjeno, da bodo hram znova odprli in ga ohranili v Evelethu. 

## Člani

### A
- Clarence J. Abel
- Oscar J. Almquist
- Tony Amonte

### B
- Hobey Baker (Hobart Amery Hare Baker)
- Tom Barrasso
- Earl F. Bartholome
- Art Berglund
- Amo Bessone
- Peter Bessone
- Louis Robert Blake
- Henry Boucha (Henry Charles Boucha)
- Frank Brimsek (Frank C. Brimsek)
- Herb Brooks (Herbert P. Brooks)
- Aaron Broten
- Neal Broten
- George V. Brown
- Walter A. Brown
- Walter Bush (Walter L. Bush, mlajši)
- Karyn Bye-Dietz

### C
- Bobby Carpenter
- Joe Cavanagh
- Len Ceglarski
- William L. Chadwick
- Ray Chaisson
- John Chase
- Chris Chelios
- Dave Christian
- Roger Christian
- Bill Christian
- Keith »Huffer« Christiansen
- Donald M. Clark
- James Claypool
- Bob Cleary
- William Cleary
- Anthony Conroy
- Paul Coppo
- Jim Craig
- John Cunniff
- Cindy Curley
- Mike Curran

### D
- Cully Dahlstrom
- Vic Desjardins
- Richard Desmond
- Bob Dill
- Richard Dougherty

### E
- Mike Emrick
- Doug Everett

### F
- Robert Ftorek
- James Fullerton
- Mark Fusco
- Scott Fusco

### G
- Sergio Gambucci
- John Garrison
- Jack  Garrity
- John L. Gibson
- Moose Goheen
- Malcolm K. Gordon
- Cammi Granato
- Wally Grant
- Bill Guerin

### H
- Austie Harding
- Ned Harkness
- Derian Hatcher
- Kevin Hatcher
- Vic Heyliger
- Charles Holt
- Phil Housley
- Mark Howe
- Brett Hull

### I
- Willard Ikola
- Mike Ilitch
- Stewart Inglehart

### J
- William M. Jennings
- Edward J. Jeremiah
- Bob Johnson (Robert Johnson)
- Mark Johnson
- Paul Johnson
- Virgil Johnson

### K
- Frank W. Kahler
- Mike Karakas
- Peter Karmanos, Jr.
- John H. Kelley
- John Kelley
- Jack Kirrane

### L
- Pat LaFontaine
- Lou Lamoriello
- Dave Langevin
- Rod Langway
- Reed Larson
- John LeClair
- Brian Leetch
- Joe Linder
- Thomas F. Lockhart
- Myles Lane
- Sam LoPresti
- Brian Leetch

### M
- Lane MacDonald
- John MacInnes
- John Mariucci (John P. Mariucci)
- Calvin C. Marvin
- John Matchefts
- Bruce Mather
- John Mayasich (John E. Mayasich)
- Ron Mason
- Jack McCartan
- Mike Modano
- Bill Moe
- Ken Morrow
- Fred Moseley
- Joe Mullen
- Muzz Murray

### N
- George Nagobads
- Lou Nanne
- Hub Nelson
- Bill Nyrop

### O
- Ed Olczyk
- Eddie Olson
- George Owen

### P
- Doug Palazzari
- Winthrop Palmer
- Bob Paradise
- Craig Patrick
- Larry Pleau
- John E. Pleban
- Fido Purpur

### R
- Brian Rafalski
- Mike Ramsey
- Mike Richter
- Robert B. Ridder
- Joe Riley
- John P. Riley, Jr.
- Bill Riley
- Gordie Roberts
- Maurice »Moe« Roberts
- Jeremy Roenick
- Doc Romnes
- Dick Rondeau
- Larry Ross
- Mike Richter

### S
- Jeff Sauer
- Charles M. Schulz
- Timothy Sheehy
- Ed Snider
- Bill Stewart
- Gary Suter

### T
- Clifford R. Thompson
- William Thayer Tutt
- Keith Tkachuk
- Harold Trumble

### V
- Lou Vairo
- John Vanbiesbrouck

### W
- Sid Watson
- Doug Weight
- Thomas M. Williams
- Murray Williamson
- Alfred Winsor
- Frank Winters
- Bill Wirtz (William W. Wirtz)
- Doug Woog
- Lyle Z. Wright

### Y
- Ken Yackel

### Z
- Frank Zamboni